# Total Commander
Total Commander er et filhåndteringsprogram til Windows. Det indeholder bl.a. en indbygget FTP-klient, et filsammenligningsværktøj, et multi-omdøbningsværktøj, mulighed for administration af netværkstilslutninger, avanceret fil- og indholdssøgning, associering af filtyper og pakkeprogrammer som zip, arj, lzh, rar, uc2, tar, gz, cab og ace.
Til at begynde med hed Total Commander Windows Commander, men navnet blev ændret i 2002 efter programmøren modtog et brev fra Microsoft der gjorde opmærksom på, at  "Windows" var et registreret varemærke.
Computerprogrammet er udviklet af Christian Ghisler fra Schweiz i Delphi 2 (32-bit version) og Delphi 1 (16-bit version). Programmet kan udvides af andre programmører gennem et åbent plugin-API og kan integrere eksterne programmer til at håndtere, fremvise og editere filer. Mange plugins er gratis tilgængelige, f.eks. yderligere pakkeprogram-formater og fremvisere for specielle formater. Andre plugins distribueres ligeledes som shareware, f.eks. understøttelse af CD/DVD-brændere.
Der findes også gratis versioner af Total Commander til Windows CE, PocketPC, Windows Mobile og Android.
Programmet er shareware – brugeren skal registrere det eller slette det indenfor 30 dage.
Programmet fylder omkring 5 Mb og findes i 64-, 32- og 16-bit versioner, til de forskellige versioner af Windows. Det kan også køres under Linux ved hjælp af Wine og på Mac OS X ved hjælp af CrossOver XI.

## Eksterne links
- TotalCmd.dk – Dansk Total Commander side
- TotalCmd.info – Norsk Total Commander side
- TotalCmd.info – Svensk Total Commander side
- Totalcmd.net – Uofficielt plugin katalog (engelsk) Arkiveret 30. juli 2008 hos  Wayback Machine
- Total Commander officielle hjemmeside (engelsk)
- Total Commander Wiki (engelsk)